# Sabuncupınar, Kütahya
Sabuncupınar là một xã thuộc thành phố Kütahya, tỉnh Kütahya, Thổ Nhĩ Kỳ. Dân số thời điểm năm 2008 là 258 người.